# 이터널스 (영화)
《이터널스》(영어: The Eternals)는 2021년 공개된 미국의 슈퍼히어로 영화이다. 클로이 자오가 감독을 맡았으며, 잭 커비의 동명 만화 시리즈를 원작으로 한다. 마블 시네마틱 유니버스(MCU)의 26번째 개봉 작품이다.

## 줄거리
데비안츠라는 괴물들로부터 인류를 지키고 인류를 진화시키기 위해 신과 같은 존재인 셀레스티얼 아리솀은 이터널스를 지구로 보낸다. 이터널스는 기원전 5000년경 지구에 도착하여 인간을 도우며 살아가게 된다. 현재, 10명의 이터널스는 임무를 중단하고 인간 사회 곳곳에서 정체를 숨기고 살아가게 되었다. 어느 날, 5세기 전에 절멸된 것으로 여겨졌던 데비안츠가 다시 나타났고 이터널 세르시는 스프라이트와 이카리스와 함께 다른 이터널들을 다시 규합하려 노력한다. 세르시는 프라임 이터널인 에이잭을 찾아가지만, 그녀는 이미 죽어 있었고 곧 세르시가 새로운 프라임 이터널이 되어 아리솀과 교신할 수 있게 된다. 발리우드 배우로 살던 킨고, 매드 위리(Mahd Wy’ry) 증상으로 피아식별을 하지 못해 동료들을 공격하는 테나와 그녀와 함께 있는 길가메시를 만나게 된다. 길가메시와 테나를 만나고 나서, 세르시는 아리솀의 계획의 진실을 알게 된다. 지구에 심어진 셀레스티얼의 근원인 씨앗이 행성 표면에 지적 생명체들이 일정량 이상 있을 때 행성을 파괴하며 셀레스티얼이 탄생하는 것이 '이머전스'이고 이터널은 이를 위해 만든 안드로이드이며, 데비안츠는 통제에서 벗어난 이터널의 선배들이라는 사실이 밝혀진다.
진실을 알게 된 세르시는 다른 이터널들과 함께 이머전스를 막으려고 한다. 아마존 밀림에 숨어 지내던 또 다른 이터널 드루이그를 만나러 갔지만, 그는 인간의 악행을 바라보기만 한 것에 불만을 품어 비협조적인 모습을 보인다. 에이잭을 죽이고 그 능력을 흡수한 데비안츠 크로와 다른 데비안츠가 그들을 습격하고 길가메시가 크로에게 죽게 된다. 이터널스는 드루이그를 합류시키고, 이후 미국 시카고에서 가족과 함께 살던 파스토스도 합류한다. 이라크에 묻혀 있던 우주선 도모로 돌아가고 그곳에서 기다리던 마카리와 만난 이터널스는 유니마인드라는 증폭기로 셀레스티얼을 잠재운다는 계획을 세운다.
하지만 이카리스와 그의 의견에 동조하는 스프라이트는 계획에 반대한다. 사실 에이잭은 이머전스를 알고 있었고 이를 막기를 원했다. 이를 듣고 사명을 완수해야한다는 생각을 지닌 이카리스는 에이잭이 데비안츠에게 죽도록 한 것이었다, 결국 이카리스가 유니마인드를 파괴한다. 파스토스는 세르시에게 있던 셀레스티얼 수신기를 활용해 다시 유니마인드를 만든다. 테나가 이카리스를 저지하는 사이 나머지는 지구에서 태어날 셀레스티얼 티아무트를 잠재우러 간다. 테나를 저지하고 나온 이카리스를 세르시를 제외한 멤버들이 저지하려하고 세르시는 티아무트를 잠재우려한다. 이카리스와 이터널스 사이의 전투에 크로가 난입하고, 테나가 길가메시의 죽음의 트라우마를 극복하고 크로를 죽인다. 이카리스는 파스토스에게 제압당하고 스프라이트가 세르시를 막으려 하지만 드루이그가 가로막는다. 결국 이카리스와 스프라이트도 세르시를 도와 이머전스를 막고 티아무트의 탄생은 저지된다.
티아무트를 멈춘 후, 이카리스는 죄책감 때문에 태양 속으로 들어가 몸을 태운다. 스프라이트는 세르시의 도움으로 평범한 인간이 된다. 지구를 찾아온 아리솀은 인류가 살아남을 가치가 있는 종족인지 확인하기 위해 세르시, 킨고, 파스토스를 데려간다.

## 출연
- 제마 챈 - 세르시 역
- 리처드 매든 - 이카리스 역
- 쿠마일 난지아니 - 킨고 역
- 리아 맥휴 - 스프라이트 역
- 브라이언 타이리 헨리 - 파스토스 역
- 로런 리들로프 - 마카리 역
- 배리 키오건 - 드루이그 역
- 마동석(돈 리) - 길가메시 역
- 킷 해링턴 - 데인 휘트먼 역
- 살마 아예크 - 에이잭 역
- 안젤리나 졸리 - 테나 역
- 하리시 파텔 - 카룬 파텔 역
- 하즈 슬레이만 - 벤 역
- 에사이 대니얼 크로스 - 잭 역
- 자인 알 라피아 - 메소포타미아 소년 역
- 빌 스카스가드 - 크로 역
- 데이비드 케이 - 아리솀 역

해리 스타일스와 패튼 오즈월트는 쿠키 영상에서 각각 에로스, 핍 더 트롤 목소리 역할로 등장한다. 두번째 쿠키 영상에서는 마허셜라 알리가 에릭 브룩스 / 블레이드 역할로 크레딧에 올라가지 않은 목소리 카메오 출연하였다.

## 한국판 성우진
- 사문영 - 세르시(젬마 찬)
- 윤동기 - 이카리스(리차드 매든)
- 여민정 - 테나(안젤리나 졸리)
- 김옥경 - 에이잭(셀마 헤이엑)
- 류승곤 - 데인 휘트먼(킷 해링턴)
- 안용욱 - 킨고(쿠마일 난지아니)
- 이나경 - 스프라이트(리아 맥휴)
- 선우현수 - 파스토스(브라이언 타이리 헨리)
- 김지율 - 드루이그(배리 키오건)
- 구자형 - 아리솀(데이비드 케이)
- 홍진욱 - 카룬(하리시 파텔)
- 곽윤상 - 블레이드(마허샬라 알리)
- 남도형 - 스타 폭스(해리 스타일스)
- 박상훈 - 핍(패튼 오스왈트)
- 김가령 - 술집 여성(한나 도드)
- 오보미 - 여성(귀오마르 알론소)
- 박성영 - 벤(하즈 슬레이만)
- 정의한 - 운전 기사(파디 나규브)
- 김도희 - 학생(루시아 에프스타티우)
- 이상호 - 술집 남성(앨런 스콧)
- 이준서 - 파스토스의 아들(에사이 대니얼 크로스)

## 반응

### 흥행
2021년 11월 25일, 《이터널스》는 미국과 캐나다에서 1억 4270만 달러를 벌여들였고 다른 국가에서 2억 30만 달러를 벌어들여서 전세계 총합 3억 4300만 달러의 수익을 거두었다.  대한민국에서는 11월 18일까지 누적 관객수 262만 5918명을 기록했다.

### 논란
이터널스는 일부 장면에서 논란을 겪기도 했다. 히어로인 피스토스가 히로시마 원자폭탄 투하를 보고 슬피 운 것을  두고서 개봉 이전부터 논란이 발생하였다. 캐릭터의 딜레마를 표현하기 위해 전범국인 일본을 철저하게 피해자로 그린 것이 옳지 못하다는 주장이었다,